# David Pizarro
David Marcelo Cortés Pizarro (Valparaíso, 11 de setembro de 1979) é um ex-futebolista chileno que atuava como meia.

## Carreira
Pizarro integrou a Seleção Chilena de Futebol na Copa América de 1999, em sua primeira competição internacional.

## Títulos
Internazionale
- Supercopa da Itália: 2005
- Campeonato Italiano: 2005–06
- Copa da Itália: 2005–06

Roma
- Supercopa da Itália: 2007
- Copa da Itália: 2006–07, 2007–08

Manchester City
- Campeonato Inglês: 2011–12

Seleção Chilena
- Copa América de 2015